# 우솝 손토리안
《우솝 손토리안》(Usop Sontorian)은 1996년부터 1997년까지 TV1에서 방영된 말레이시아의 애니메이션 시리즈이다. 말레이시아의 알려진 첫 애니메이션 시리즈인 본작은 만화가 우장(Ujang)이과 하리스마 픽처스(Kharisma Pictures)가 제작하였다. 캄 이스마일(Kamn Ismail)은 본작의 감독을 담당하였으며, 캄은 이 애니메이션의 캐릭터의 성우를 담당하기도 하였다.
이스마일은 그가 사망하는 연도인 2019년까지 퀘스트 애니메이션(Quest Animations)의 상무이사였다. 제작자인 우장은 캐릭터 권리를 취득하기 위한 패소된 법적 분쟁을 겪은 이후부터《우솝 손토리안》과 닮은 만화 캐릭터들을 제작하는 것을 허가받지 않았다. 시리즈가 종영되고, 제작시 하리스마 픽처스가 1997년에 폐쇄된 뒤, 제작 팀은 다른 애니메이션 제작사로 이직하거나 하리스마 퍼블리케이션 社(이후 'MOY 퍼블리케이션'으로 사명이 변경됨)의 잡지인《우장》(Ujang)과 《APO?》의 만화가가 되었다.

## 개요
《우솝 손토리안》은 '우장(Ujang)'이라는 별명을 가진 말레이시아 만화가 이브라힘 아논(Ibrahim Anon)이 제작하였으며, 이브라힘은 작품의 콘셉트와 스토리, 각본을 담당하였다. 1993년 12월, 뉴 스트레이츠 타임스와의 단독 인터뷰에서 그는 본작을 미국 시트콤 애니메이션 《심슨 가족》의 말레이시아 버전이라고 묘사하였다. 그는 캄 이스마일과 함께 기술적인 요소를 담당하였다. 우장은 1993년 3월 즈음에 이 텔레비전 프로그램을 제작하기 위하여 레이아웃 아티스트와 애니메이터들을 모집하였다. TV 애니메이션이 제작되기 이전, 본작《우솝 손토리안》은 《우장》(Ujang) 誌의 만화로 만들어졌으며, 이후에는 단돋족인 잡지로 만들어졌다. 말레이시아의 공영 방송국 라디오 텔레비전 말레이시아 (RTM)은 본작의 방송권을 취득하였으며 유로파인(Eurofine)은 배급을 맡았다.

## 방송
당초 1994년에 방송될 예정이었으나, 알 수 없는 이유로 인하여 방송이 2년 이상 연기되었다. 본작은 1996년 1월 20일 푸트라 월드 트레이드 센터(PWTC)에 당시 말레이시아 정보부 장관이었던 모하메드 라흐맛에 의하여 공식적으로 추진되었다. 1996년 1월 27일, RTM TV1에서 첫방송되었고 1997년 4월 5일에 종영되었다.

### 재방송
2009년 5월부터 12월까지 TV9에서 매주 월요일~목요일 오전 8시 30분에 방송되었다. 그 이전에 1997년부터 1998년까지 TV1에서 재방송되고 2000년부터 2002년까지 또 다시 방영되었다. 이후 2005년 4월부터 2006년 1월까지 TV2에서 방송되었다.

## 반응
1995년에 말레이시아 북 오브 레코드는 《우솝 손토리안》을 "말레이시아 최초의 애니메이션 시리즈"로 기록하였다.
1996년 6월 히로시마에서 개최된 아시아의 애니메이션 페스티벌에서 상영되었다. 본 시리즈는 말레이시아에서 국제적인 진출을 위하여 유로파인이 배급을 맡았으며, 아리에프 인터내셔널 社에서《우솝의 모험》과 《우솝&녀석들》이란 제목으로 배급되었다. 본작의 영어와 스페인어 더빙판도 존재한다.

### 내용주
1. ↑  일부 출판 매체에서 가끔씩 《우솝 산토리안》(Usop Santorian) 으로 잘못 표기된다.